# Golfo di Codano

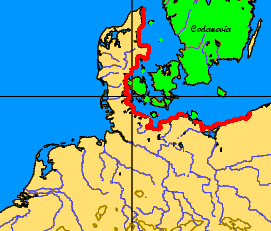
Il Golfo di Codano

Con il nome di golfo di Codano (in latino Codanus sinus) i geografi latini indicavano una regione costiera della Germania Magna, corrispondente alle rive sud-occidentali del mar Baltico e del Kattegat.

## Territorio
L'area indicata dai geografi antichi, con molta approssimazione, come golfo di Codano corrispondeva a grandi linee con la fascia costiera che parte dall'estremità settentrionale dello Jutland, costeggia tutta la costa orientale della penisola (stretto di Kattegat) e prosegue lungo il primo tratto della costa meridionale del mar Baltico, fino ad arrivare oltre la foce dell'Oder. Parte dell'area del golfo erano considerate anche l'arcipelago danese (Zelanda, Fionia e tutte le isole minori)  e la regione compresa tra la linea di costa e il basso corso dell'Elba. Anche l'estremità meridionale della Scandinavia, l'odierna Scania, era da Pomponio Mela considerata un'isola (compresa tra quelle del golfo), chiamata Codannovia.

## Popolazioni
Nel I-II secolo la regione era abitata da quel ramo dei Germani occidentali indicati da Tacito con il nome di Herminones e chiamati anche con il nome generico di Svevi o Suebi. Di essi facevano parte numerose tribù, tra cui Marcomanni, Quadi, Semnoni e Longobardi. Altre descrizioni, tuttavia, indicano una composizione etnica differente: Plinio il Vecchio ascrive agli Herminones Suebi, Ermunduri, Catti e Cherusci. Le discrepanze sono dovute alle scarse conoscenze etnografiche dell'epoca antica, che non colsero mai la distinzione tra i Germani occidentali (dei quali gli Herminones erano parte) da quelli orientali (come i Longobardi, i Vandali o i Goti); l'area di confine (o di contatto) tra i due gruppi germanici (secondo una distinzione prima di tutto linguistica) passava proprio per la regione del golfo di Codano, il che rende comprensibili le oscillazioni delle fonti antiche.

## Storia
Nel periodo durante il quale fu identificata come Golfo di Codano, la regione fu attraversata da numerosi movimenti migratori di varie tribù germaniche, nomadi o seminomadi. Tra esse si contavano vari gruppi sia di Germani occidentali (Herminones), che dal Codano mossero poi, a partire dal II secolo, verso sud e verso ovest, sia (in un secondo momento) Germani orientali, che dal III secolo, mossero a loro volta oltre il Limes romano, verso sud e verso est.
La regione rimase anche in seguito terra abitata prevalentemente da Germani, in particolare Sassoni tra l'Elba e il mar Baltico e Germani settentrionali (Vichinghi) nello Jutland.

### Fonti primarie
- Pomponio Mela, Chorographia
- Plinio il Vecchio, Naturalis historia
- Cornelio Tacito, Germania

### Letteratura storiografica
- Francisco Villar, Gli Indoeuropei e le origini dell'Europa, Bologna, Il Mulino, 1997, ISBN 88-15-05708-0.

### Popolazioni
- Germani
  - Herminones
  - Lista di tribù germaniche

| Controllo di autorità | VIAF (EN) 239874587 |